# 日刊人吉新聞
日刊人吉新聞（にっかんひとよししんぶん）は、株式会社人吉新聞社が発行する夕刊新聞である。朝日新聞と業務提携しているが、資本関係はない。

## 概要
発行部数は公称13,500部で、熊本県の県紙である熊本日日新聞の「人吉・球磨地区」におけるABC公査部数（約9,000部）を上回っている。しかし、人吉新聞社はABC非加盟のため、公称発行部数の信憑性は不明。
月曜から土曜の発行で、購読料は月極め2,500円、1部売り120円。テレビ欄も掲載していることから、当地域では人吉新聞のみを購読している世帯も少なくなく、地域において一定の影響力を持つ。紙面はタブロイド判で8から16ページ構成、最終面にテレビ欄（熊本県内民放4社、NHK熊本2波、衛星3波を当日夕方18時台から翌日17時台まで収録、ラジオは未掲載）を設けている。人吉・球磨地区のニュースを中心とし、原則として県外や全国のニュースは掲載しない。
以前は発行地域に関する全国ニュース（裁判など）を「朝日新聞社提供」というクレジットを末尾につけて、朝日新聞の記事を半日から1日遅れ（人吉新聞が夕刊のため）で掲載していたこともあったが、最近はほとんど見られなくなった。提携関係は現在も継続しており、毎年1回「朝日新聞社・人吉新聞社合同企画」と称して、人吉球磨地方の連載企画を5回程度、両紙（朝日は熊本版）に掲載する。最終面の1つ前のページには漫画、お悔やみなどを掲載。地方版として、球磨総局が編集する球磨版が3面に掲載されている。
発行エリアは人吉市、球磨郡（錦町・あさぎり町・多良木町・湯前町・水上村・相良村・五木村・山江村・球磨村）に、本社および球磨総局、販売取次所より宅配されている。

## 沿革
- 1958年（昭和33年）9月15日 - 石蔵正次初代社長が熊本県人吉市中青井町に設立し、週刊の「人吉新聞」を創刊。
- 1958年（昭和33年）12月25日 - 第三種郵便物認可。
- 1959年（昭和34年）8月22日 - 週刊本誌とは別に日刊の速報誌「リボンペーパー」を発行。
- 1959年（昭和34年）9月15日 - 創刊1年、第52号から日刊に切り替える。
- 1960年（昭和35年）3月1日 - 印刷工場を新設し、自社印刷開始。
- 1968年（昭和43年）1月1日 - 社屋を現在地に新築移転。
- 1977年（昭和52年）1月1日 - 鉛活字、活版印刷から写植、オフセット印刷に移行。
- 1979年（昭和54年）9月1日 - 創刊20周年記念事業の一環として「肥後　相良今昔史誌」を発刊。
- 1987年（昭和62年）11月12日 - 熊本県球磨郡免田町吉井（現あさぎり町免田東）に球磨総局落成。
- 1988年（昭和63年）12月1日 - 石蔵昌祐が社長に就任。
- 1991年（平成3年）10月1日 - 記者ワープロと電子組版システム（CTS）を導入。
- 1992年（平成4年）4月15日 - 紙齢10,000号を達成。
- 1994年（平成6年）6月27日 - CTSを更新。
- 1996年（平成8年）12月20日 - 石蔵美佐子が社長に就任。
- 1998年（平成10年）4月1日 - 高速両面印刷機（1号機）を導入。
- 2001年（平成13年）5月7日 - ホームページを開設。
- 2001年（平成13年）6月10日 - 高速両面印刷機（2号機）を導入。
- 2003年（平成15年）11月18日 - 新聞の編集、制作システムのフルデジタル化（CTS更新）を完了。
- 2005年（平成17年）4月1日 - ホームページ記事無料検索サービス開始。
- 2006年（平成18年）9月1日 - ホームページをリニューアル。
- 2007年（平成19年）2月11日 - 高速両面印刷機（3号機）を導入。
- 2008年（平成20年）9月15日 - 創刊50周年。
- 2010年（平成22年）9月20日 - 新システム（CTS）導入、直接刷版に出力する装置（CTP）を導入・移行。
- 2010年（平成22年）10月 - 月刊フリーペーパー「ムース」を創刊。
- 2011年（平成23年）11月28日 - 石蔵尚之が社長に就任。
- 2023年（令和5年）6月7日 - 7月1日から月極め購読料を改定する事を社告で発表した[1]。

## 事業所
- 本社：熊本県人吉市西間下町112-3
- 球磨総局：熊本県球磨郡あさぎり町免田東3156-2